# Перший чехословацький опір
Перший Чехословацький опір — рух опору чехів та словаків під час Першої світової війни, метою якого було повалення Австро-Угорської монархії та створення незалежної Чехословацької держави. Опір очолили дві організації —  Чехословацький національний комітет  та Чехословацька народна рада. Головними представниками чехословацького зовнішнього опору були Томаш Гарріг Масарик, Мілан Растіслав Штефаник та Едвард Бенеш, які зосередилися на сприянні країнам Антанти та створенні іноземних чехословацьких військових частин, які згодом отримали назву Чехословацькі легіони. Внутрішній опір у Чехії та Словаччині лише посилився наприкінці війни, коли монархія помітно ослабла. Головними лідерами чеського внутрішнього антиавстрійського опору були Карел Крамарж та Алоїз Рашин. Серед провідних діячів словацького опору були Матуш Дула, Вавро Шробар і Мілан Годжа. Перший спротив відсвяткував перемогу наприкінці 1918 року, коли втомлена війною Австро-Угорщина розпалася і утворилась незалежна Чехословаччина.
Щодо самого терміну «опір» як позначення руху, спрямованого проти власної держави та законної правлячої династії під час Першої світової війни, серед чеських істориків немає повної одностайності. Наприклад, професор Франтішек Вейр писав: «Порівняно з пізнішими кровожерливими нацистськими звірами, наші співгромадяни німецької національності в той час були ягнятами, а колишня Австро-Угорська монархія... Вона видається мені сьогодні — з плином часу, після жахливих переживань Другої світової війни – як культурна держава першого сорту, порівняно з тим кривавим монстром, що називався Третім Рейхом».

## Чеське та словацьке суспільство під час війни
Чеська та словацька спільноти не сприйняли оголошення війни з ентузіазмом. Більшість чехів та словаків не розуміли і не бажали війни зі слов'янськими народами. Тим не менш, незважаючи на занепокоєння влади, мобілізація в монархії пройшла успішно, і переважна більшість населення обох націй залишилася вірною династії Габсбургів під час війни. Посилений режим і запроваджена цензура незабаром послабили політичне життя в усій Цислейтанії, яка включала чеські землі, а також в Транслейтанії, яка включала регіон Словаччини. Більшість внутрішньополітичного представництва Чехії та Словаччини пасивно чекали й залишалися вірними. Вже на початку війни влада розпочала превентивні арешти підозрюваних громадських діячів. Були затримані націонал-соціаліст Клофач Вацлав, чехи Карел Крамарж і Алоїз Рашин, а також мер чеського осередку Сокола Йозеф Шейнер. У листопаді 1915 року було розпущено все товариство «Сокіл». Парламент, який був закритий ще до початку війни, був знову відкритий лише навесні 1917 року, коли імператор Карл I, наступник померлого Франца Йосифа, спробував покращити критичне становище монархії.

Надія на швидке закінчення війни зростала з просуванням російських армій наприкінці першого року війни. У листопаді росіяни прорвали карпатські перевали і їхні війська прорвались на територію Словаччини, а міста Гуменне та Бардіїв також були ненадовго окуповані. Крім того, частина населення Чехії та Словаччини, які підтримували опозиційні настрої в суспільстві, спрямовані проти монархії, очікувала подальшого просування росіян. Однак після поразок росіян і просування їхніх армій далі на схід бачення швидкого завершення війни зникло. Громадсько-політичне життя в країні завмерло, а населення, незважаючи на окремі прояви невдоволення, зберігало спокій. Понад мільйон чеських і словацьких солдатів служили в імперській армії.

Однак у міру того, як війна тривала, спостерігався поступовий економічний колапс Габсбурзької монархії та великі проблеми з постачанням. Ще навесні 1915 року в Австро-Угорщині була запроваджена пайкова система, а наступного року економічні труднощі країни посилилися. На задньому плані криза відобразилася в соціальних заворушеннях, страйках і відкритому протистоянні війні, що ніяк не закінчувалась. Крім того, чеське та словацьке суспільства відреагували загостренням своїх національних вимог, серед яких з’явилася вимога чехів і словаків про створення спільної незалежної держави в Австро-Угорщині, що розпадалася.

## Перший Чехословацький опір

### Закордонний опір
Після початку війни до опору Австро-Угорщині першими приєдналися чеські та словацькі співвітчизники, які утворили численні громади в країнах Антанти. Члени Словацької ліги в Сполучених Штатах опублікували свій меморандум 10 вересня 1914 року, в якому вони вимагали права на самовизначення для словацького народу. Чеські та словацькі асоціації емігрантів у США погодилися спільно підтримати створення незалежної Чехословацької держави під час підписання так званої Клівлендської угоди 22 жовтня 1915 р., внаслідок якої 30 травня 1918 р. відбулось укладення так званого Пітсбурзького договору, який підтвердив згоду співвітчизників на майбутній союз Чехії та Словаччини в єдину державу. Земляки добровільно створювали бойові частини, які стояли поруч із союзниками на фронтах. У Росії чеські емігранти назвали свою військову частину Česká druzina. У Франції заснована  рота Nazdar. У сербській добровольчій дивізії  також воювали чехи та словаки. Однак на той момент ці військові  підкорялися урядам тих держав, в яких проходили військову службу..

Герб Чехословацьких легіонів, який використовувався в 1914-1920 рр, до затвердження офіційних гербів Чехословаччини

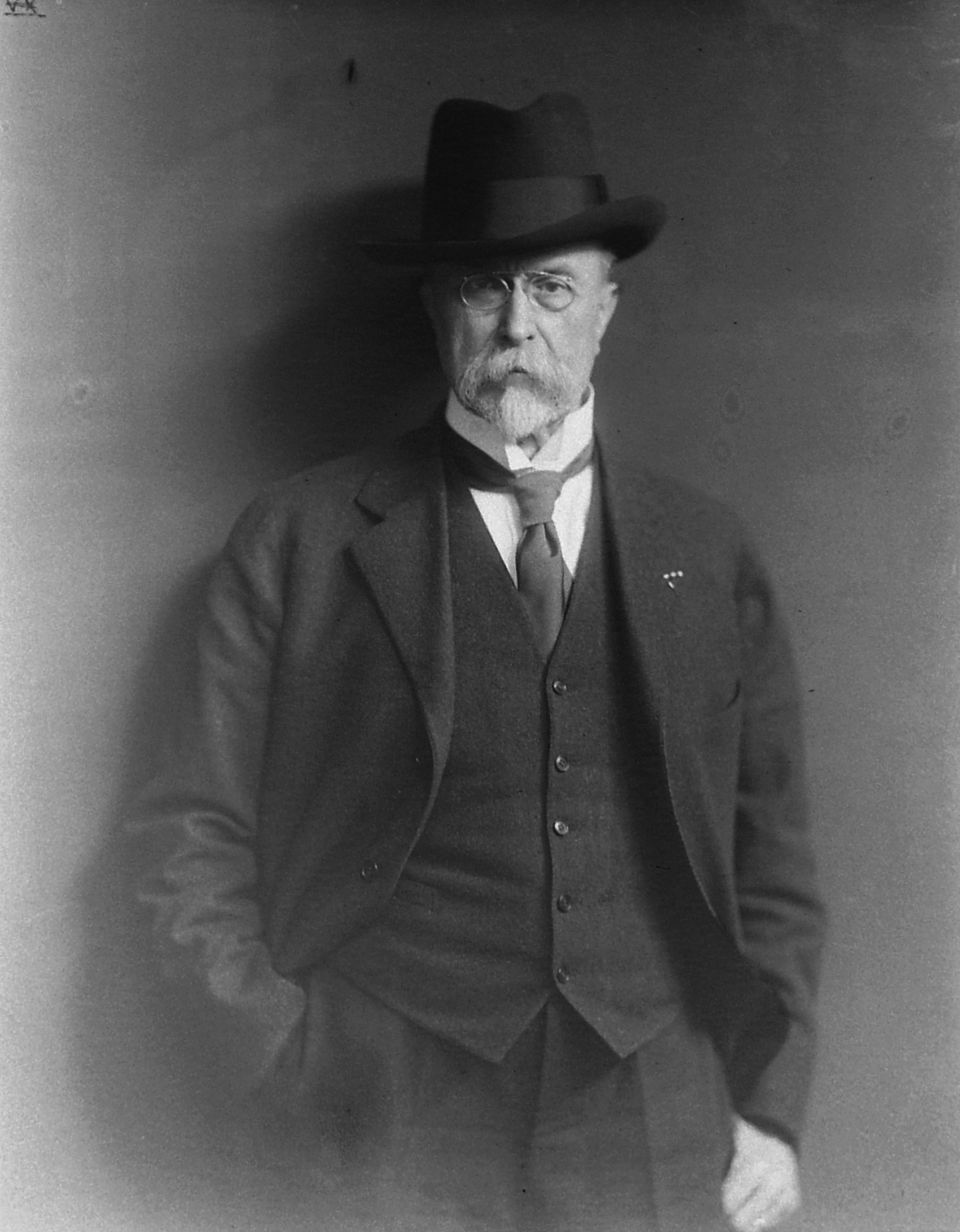
Томаш Гарріг Масарик — державний діяч, перший президент Чехословаччини

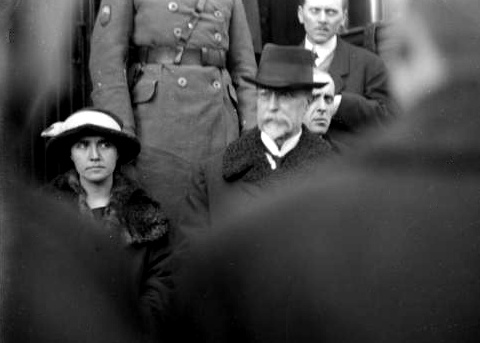
Томаш Гарріг Масарик з донькою Ольгою — повернення з вигнання (екзилу), Табор 21.12.1918

Провідною фігурою чеського антиавстрійського опору за кордоном був член імперської ради Томаш Гарріг Масарик. Масарик очікував військової поразки Центральних держав, яку хотів використати для зламу ослабленої Австро-Угорщини. Його подальшим наміром було створення незалежної Чехословацької держави, яка мала включати історичні чеські землі та регіон Словаччини. Цей план мала захищати Масарикова концепція чехословакізму , яка базувалася на тому факті, що чехи та словаки є двома гілками однієї чехословацької нації. Масарик намагався поширювати свої ідеї серед провідних представників держав Антанти. У квітні 1915 року Масарик надіслав свій меморандум «Незалежна Богемія» до британського МЗС, в якому він неправдиво характеризував свою програму як позицію всіх чеських політичних партій, крім клерикальних. Серед інших відомих досягнень Масарика була публічна промова в Женеві з нагоди п'ятисотої річниці спалення Яна Гуса .

Протягом 1915 року до Масарика в еміграції приєднався Едвард Бенеш, який утік із Праги перед своїм арештом. 14 листопада 1915 року був створений Чеський комітет закордонних справ, члени якого приєдналися до ідеї здобуття незалежності Чехословаччини «незалежно від Австро-Угорщини». Весна 1916 року принесла подальшу консолідацію іноземного опору навколо постаті Масарика. Чеський комітет закордонних справ був спочатку перейменований на Національну раду чеських земель у лютому, а потім на Чехословацьку національну раду в травні. Масарик був призначений головою цього органу, Йозеф Дюріх — віце-головою, а Едвард Бенеш і Мілан Растислав Штефаник були серед членів правління. Чехословацька національна рада поставила за мету створення боєздатної чехословацької іноземної армії, остаточне об'єднання чехословацького зовнішнього опору та переконання держав договору в правильності розпаду Австро-Угорщини.

У міру того, як війна тривала, чехословацькі військові частини продовжували зростати, оскільки чеські та словацькі добровольці, набрані з австрійських військовополонених, незабаром почали приєднуватися до їхніх лав. Чеська рота в Росії, яка на момент заснування нараховувала приблизно 700 чоловік, у 1916 році була реорганізована в стрілецький полк і незабаром розширена до цілої стрілецької бригади чисельністю понад 5500 солдатів . На Східному фронті символічною перемогою легіонів стала битва під Зборовом, під час якої чехословацьким військам вдалося розгромити австро-угорські частини протягом липня 1917 року. Чехи та словаки відзначилися на французькій службі, особливо під час битви при Аррасі та в самому кінці війни також у битві під Терроном. У грудні 1917 року указом президента Франції було затверджено формування у Франції чехословацької армії, до складу якої, крім співвітчизників, увійшли також військовополонені, перевезені з Росії або  Сербії. Найбільші проблеми зі створенням чехословацької іноземної армії виникли в Італії. Причин цьому було декілька. Італія вступила у війну з чіткою метою завершити національне об'єднання, якому ще не вистачало провінцій Тренто та Трієст, які все ще підпорядковувалися Австрії. В 1914 році близько 300 чехів і словаків, які жили в Італії,  переважно на Сардинії, були спішно інтерновані, як піддані ворожої нації. Представники політичної верхівки Італії обережно ставились до чехословацького питання -  підтримка останніх на шляху до незалежності де-факто надавала такі ж права іншим народам,  які бажали звільнення від Австро-Угорщини. Італія ж хотіла розширити володіння навколо Адріатичного моря, отримати контроль над всією Далмацією та провінцією Трієст, а поява нових політичних гравців, у вигляді новоутворених держав південних слов'ян могла внести свої корективи.  Перелом у ставленні Італії був спричинений дипломатичною діяльністю Штефаніка та проривом австрійських і німецьких військ під Капоретто. Чехословацькі легіони тоді брали участь у перемозі над військами Центральних держав у битві при Піаві на італійському фронті. Повідомляється, що під час війни через бойові частини на боці Антанти пройшло менше ста тисяч чехів і словаків, з яких після війни приблизно 90 000 були визнані легіонерами. За роки війни з чехословацької іноземної армії загинуло менше 5,5 тисяч солдатів.

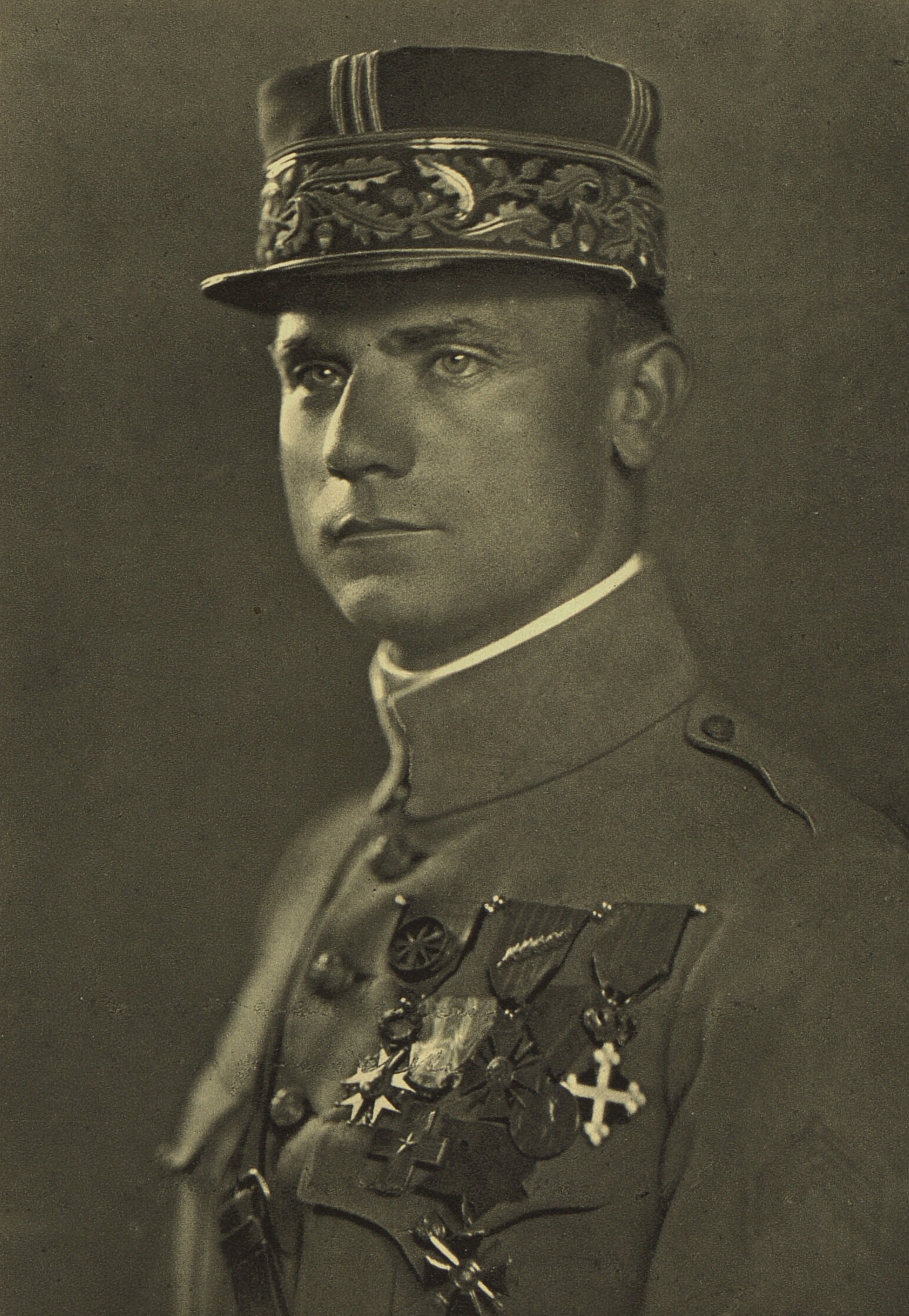
Мілан Растислав Штефаник — перший міністр оборони Чехословаччини

Зусилля політичних представників зовнішнього опору полягали в тому, щоб переконати союзників у необхідності зламування монархії та подальшого створення Чехословацької держави. Нарешті це було досягнуто завдяки дипломатичній діяльності Масарика, Штефаніка та Бенеша, а також завдяки діяльності чехословацьких легіонів. Легіони святкували успіхи, зокрема, в охопленій революцією Росії. Після проголошення Брест-Литовського миру та виходу Росії з війни чеські легіони почали переміщатися на схід країни, звідки їх мали переправити на західний фронт. Під час своєї подорожі чехословацькі легіонери вступили в конфлікт із більшовиками і поступово зуміли взяти під контроль ключову комунікацію в країні — Транссибірську магістраль. Значним проривом у ставленні західних держав до чехословацького питання стала нота від 10 січня 1917 р., в якій союзники, особливо французи, наполягали на післявоєнному звільненні італійців, слов'ян, румунів, а також чехів та словаків від Австрії. Наступний крок стався 19 грудня того ж року, коли президент Франції Раймон Пуанкаре видав указ про дозвіл на створення незалежної чехословацької армії у Франції. Діяльність зовнішнього опору нарешті принесла свої плоди влітку 1918 р. Чехословацьку національну раду було визнано основою наступного чехословацького уряду 29 червня урядом Франції, а в серпні — урядами Великої Британії та Італії та 3 вересня Сполученими Штатами Америки, а згодом — рештою країн.

### Внутрішній опір
Більшість чеського та словацького суспільства, незважаючи на апатію та відразу до конфлікту, що зароджувався, зберегли свою лояльність до монархії на початку війни. На початку війни опір у Чехії та Словаччині більш-менш обмежувався протистоянням війні. Крім того,очікування приходу росіян серед деяких кіл та критика влади гостро переслідувались. У листопаді 1914 року Славоміра Кратохвіла, члена Пршеровського Cоколу, якого вважають першою жертвою із внутрішнього опору, було заарештовано та страчено за розповсюдження антивоєнних листівок у Моравській Остраві. Журналіст Йозеф Котек також був страчений у грудні за заяви, спрямовані проти дому Габсбургів.

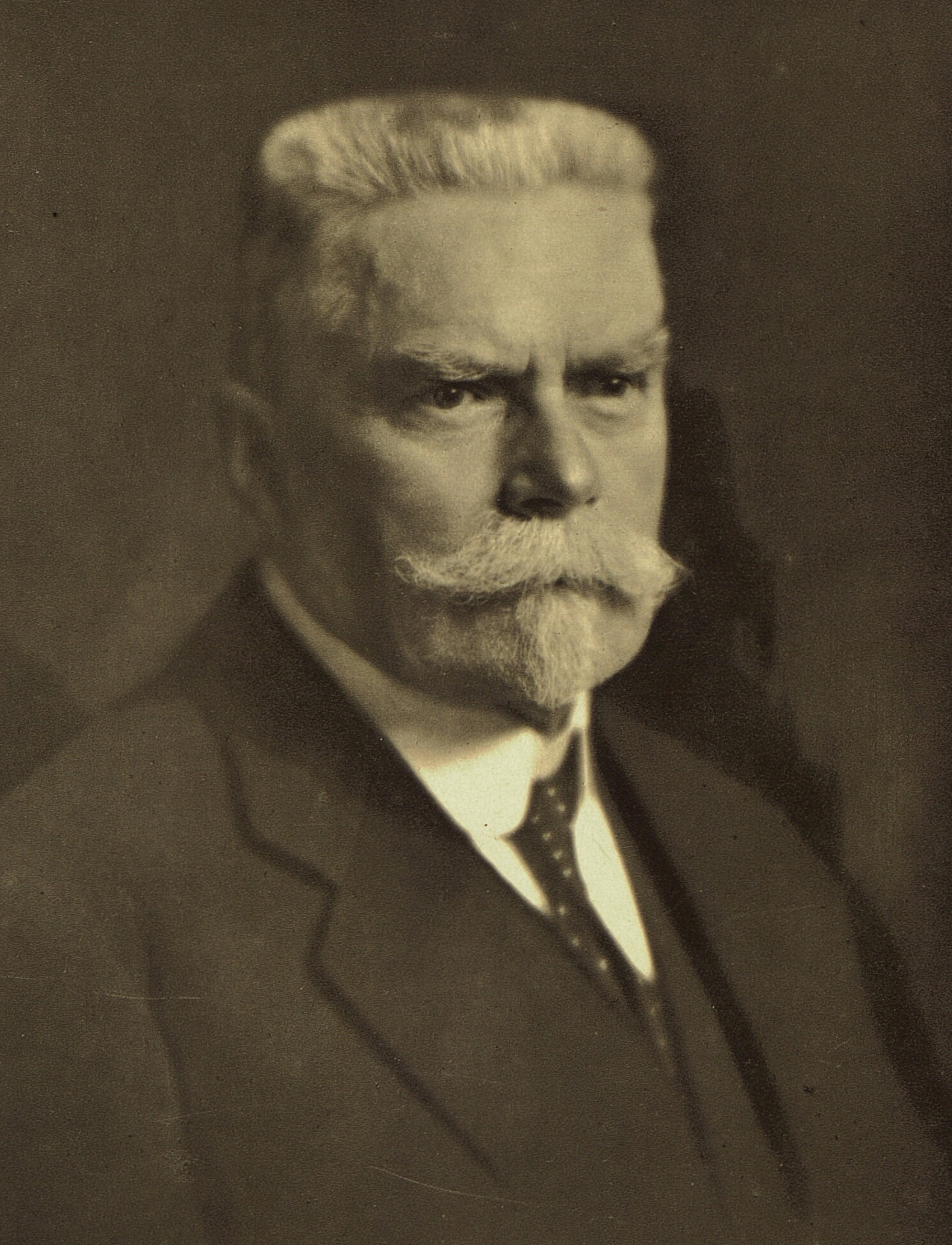
Карел Крамарж — чеський політик, представник найбільшої чеської політичної партії «Младочехи» в Австрійській імператорській раді з 1891 по 1915 рік.

Серед відомих діячів запобіжно заарештовано Вацлава Клофача, Карела Крамаржа та Алоїса Рашина. Молодочеські депутати Карел Крамарж і Алоїз Рашин вважаються провідними діячами чеського внутрішнього опору. Під впливом ідей панславізму Крамарж розраховував у своїх планах на швидку перемогу російської армії, після чого розглядав створення федерації слов'янських держав, головою якої став би російський цар. Після того, як Масарик пішов у вигнання, було створено внутрішній орган опору, названий «Мафія» на честь сицилійської мафії, діяльністю якої цікавились деякі члени опору. Цей орган опору зосереджувався насамперед на підтримці контактів із центром опору Масарика за кордоном. Окрім розвідувальної діяльності, представники Мафії, зокрема Едвард Бенеш, Карел Крамарж, Алоїз Рашин, Йозеф Шайнер та Пшемисл Шамал, займалися конспіративною діяльністю та готували політичний переворот і захоплення влади. У Словаччині, де не був сформований потужний центр опору, внутрішній опір роздробився на кілька незалежних груп. Місцем діяльності та дислокації Словацької національної ради було місто Мартін, група навколо Вавро Шробара діяла в Ружомбероку, Еміль Стодола та Фердинанд Юріга приєдналися до опору в Будапешті, а словацькі соціал-демократи на чолі з Емануелем Легоцьки діяли в Братиславі. Ймовірно, найважливішим центром словацького опору в монархії був Відень, де таємно діяв Корнел Стодола і Мілан Ходжа, який підтримував зв'язки з чеськими депутатами та членами Мафії. 

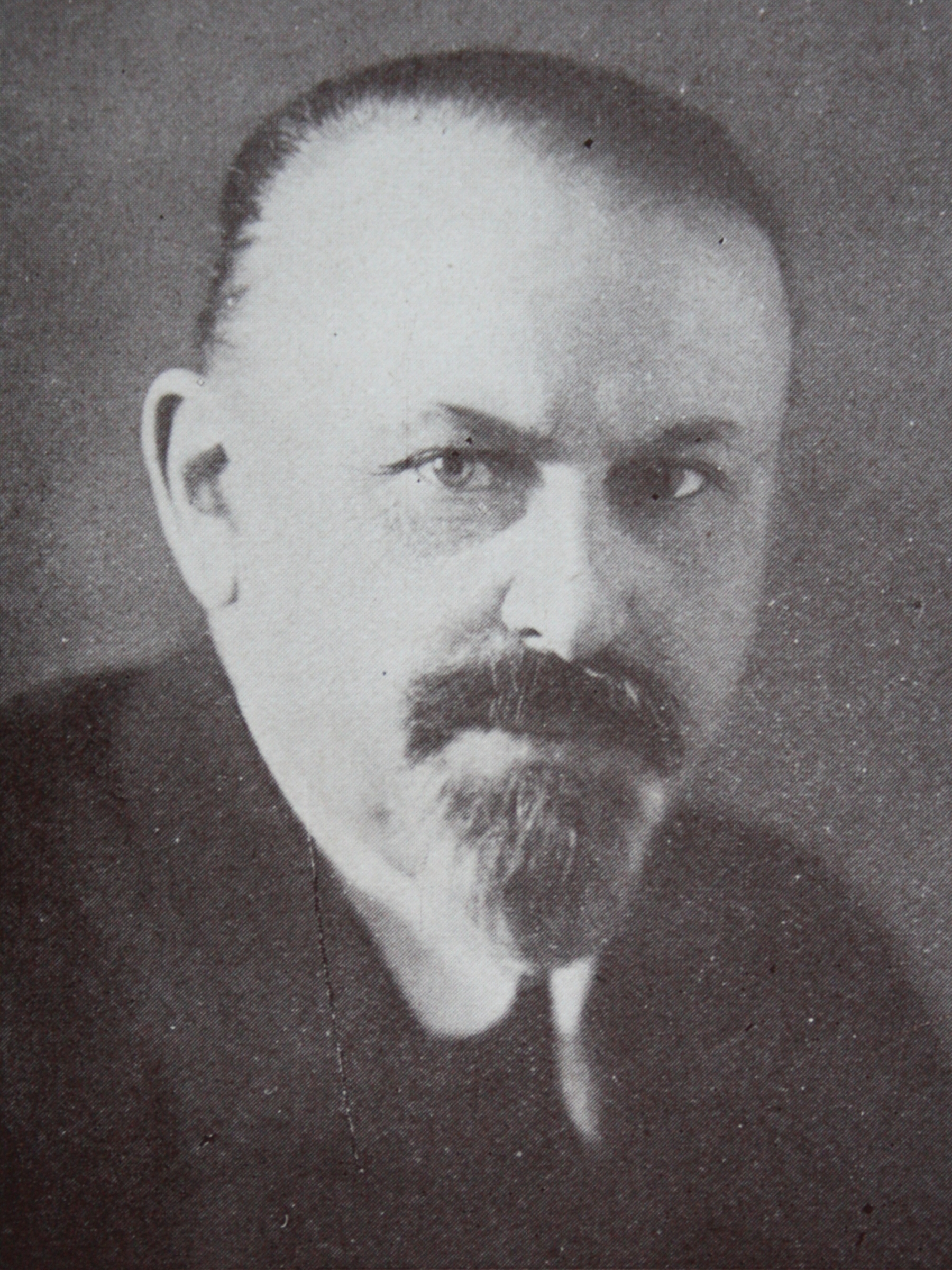
Пшемисл Шамал, 1927 рік

Важкого удару по внутрішньому опору завдала хвиля арештів, що спалахнула навесні 1915 р. Карел Крамарж також був заарештований у травні 1915 р. за участь у опорі. На судовому процесі, який тривав до 3 липня 1916 року, він був засуджений до смертної кари за державну зраду та шпигунство разом з Алоїзом Рашином, Вінченцо Червінкою та Йозефом Замазалом. Шайнер також був заарештований, а Едвард Бенеш був змушений втекти з країни, після чого Пшемисл Шамал став головою ослабленої Мафії. Наступна велика хвиля арештів припала восени 1915 року, коли значна частина борців опору була видана під час так званої справи Кнофліка.

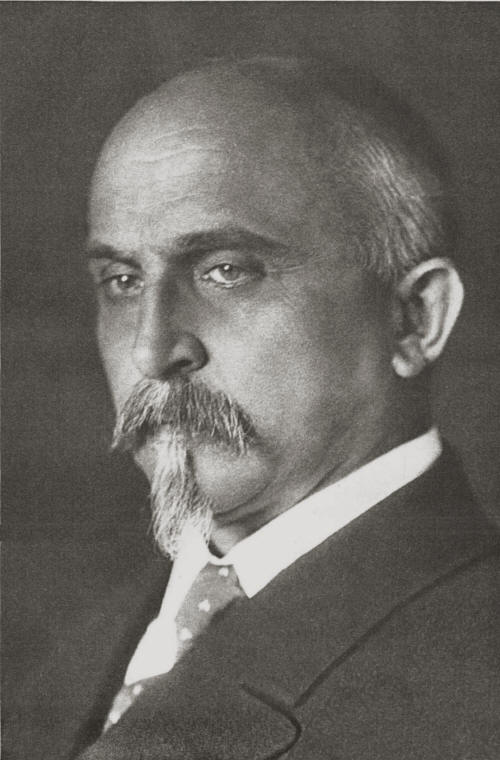
Алоїз Рашин — перший міністр фінансів Чехословаччини та функціонер Чехословацької націонал-демократичної партії. Автор тексту першого закону про створення незалежної Чехословаччини та автор першої валюти — чехословацької коруни

Ситуація в чесько-словацькому середовищі значно погіршилася лише наприкінці війни, коли крах австро-угорської економіки та величезні труднощі з постачанням радикалізували чеське та словацьке суспільство. У країні почали множитися голодні демонстрації. 26 квітня 1917 року в Простейові під час сутички між незадоволеними робітниками та армією було вбито 23 людини. Окрім закликів до припинення війни, обидві слов’янські нації також почали голосно заявляти про свої політичні права. Новою вимогою було перш за все об'єднання двох націй, яке спочатку вимагалося лише в рамках монархії. Заходи імператора Карла щодо відновлення парламентаризму призвели до пожвавлення суспільно-політичного життя в країні. На першому засіданні відновленої Імперської ради виступив з промовою голова Чеської спілки Франтішек Станек:

|  | «Послання чеської нації ґрунтується на глибокому переконанні, що нинішня дуалістична структура створила панівні та пригноблені нації на очевидну шкоду загальним інтересам, і що єдине перетворення Габсбурзько-Лотарингської монархії на федеративну державу вільних і рівноправні національні держави ліквідують будь-яку національну зверхність і забезпечать всебічний розвиток кожної нації в інтересах цілої імперії та династії. Тому в цей історичний момент, спираючись на природне право націй на самовизначення і вільний розвиток, укріплене в нашій країні невідчужуваними історичними правами, цілком визнаними державними актами, ми будемо на чолі нашого народу вимагати злиття усіх гілок чехословацької нації в демократичну чеську державу, включно зі словацькою гілкою нації, що живе в безперервній цілісності з історичною чеською батьківщиною». -Франтішек Станек, 30 травня 1917" Оригінальний текст (чес.) „„Poselstvo českého národa vychází z hlubokého přesvědčení, že nynější dualistický útvar vytvořil k patrné újmě celkových zájmů národy vládnoucí a potlačované a že jediné přetvoření mocnářství habsbursko-lotrinského ve spolkový stát svobodných a rovnoprávných národních států odstraní každé nadpráví národnostní a zabezpečí všestranný rozvoj každého národa v zájmu celé říše a dynastie. Opírajíce se proto v této dějinné chvíli o přirozené právo národů na sebeurčení a svobodný vývoj posílené nadto u nás nezadatelnými právy historickými, státními akty plně uznanými, budeme se v čele svého lidu domáhati sloučení všech větví československého národa v demokratický český stát, zahrnující i slovenskou větev národa, žijící v souvislém celku s historickou vlastí českou.““ |

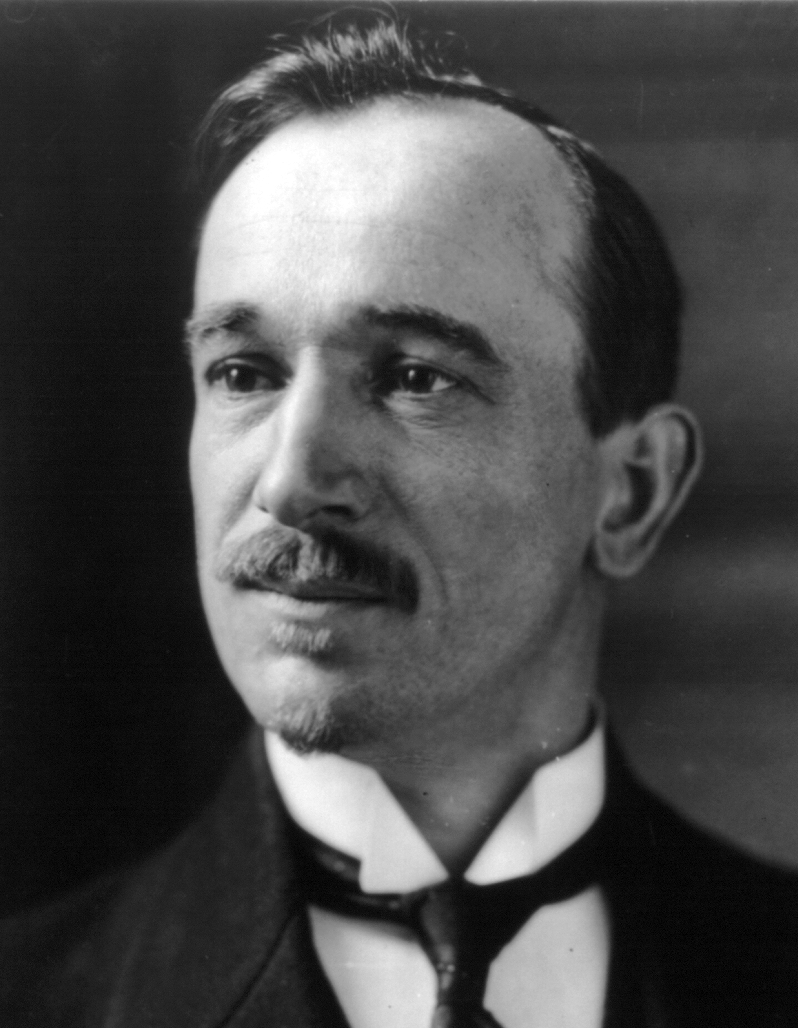
Едвард Бенеш (1919 рік) — чехословацький політик і державний діяч, другий чехословацький президент у 1940-1945

Незважаючи на цю декларацію, яка була першою офіційною вимогою створення спільного державного утворення чехів і словаків, внутрішня політична сцена протягом 1917 року продовжувала розвиватися обережно, оскільки вона ще не могла дозволити собі відкритих виступів проти монархії, на відміну від зовнішнього опору. Ситуацію в країні ще більше загострив вихід Росії з війни, що посилило заклики до миру по всій втомленій війною Австро-Угорщині. Імператор Карл, який прагнув покласти край війні та знайти рішення, яке врятувало б монархію, після вступу на престол дотримувався більш примирливого тону. Заарештованим чеським політикам, у тому числі Карлу Крамаржу, у січні 1917 року смертний вирок було замінено на 20 років ув'язнення, а в липні того ж року вони були звільнені разом з іншими засудженими під час великої імператорської амністії. Чеські політики відреагували на послаблення умов 6 січня 1918 року, коли чеські депутати видали так звану Декларацію трьох королів, у якій вони вимагали автономії для чехів і словаків і об’єднання в єдину державу. По всій країні почали наростати демонстрації та страйки. Першотравневі демонстрації, що проходили по всій монархії, були особливо потужними. Під час них у Празі зібралося сто тисяч учасників, які закликали припинити війну. У Ліптовському Мікулаші учасники демонстрації підписалися своєю маніфестацією за союз чехів і словаків в одній державі. Вавро Шробар був заарештований і ув'язнений владою після цієї демонстрації. Ще однією національною подією стало святкування п'ятдесятиріччя закладення Національного театру в Празі, яке розпочалося 16 травня 1918 року. 24 травня на засіданні Словацької національної ради представники всіх словацьких політичних партій остаточно підтвердили свою орієнтацію на створення Чехословацької держави:

|  | «Не будемо уникати питання, скажемо відкрито, що ми за чехословацьку орієнтацію. Тисячолітній шлюб з угорцями не склався. Ми повинні розлучитися». Оригінальний текст (чес.) „„Neobcházejme otázku, řekněme otevřeně, že jsme pro orientaci československou. Tisícileté manželství s Maďary se nevydařilo. Musíme se rozejít.““ |

  - Андрій Глінка 24 травня 1918 року.

13 липня з ініціативи Антоніна Швегли в Празі було створено Чехословацький національний комітет, який став вищим органом внутрішнього опору. Крамарж став головою цього органу, який готувався взяти державну владу, Швегла і Клофач були обрані заступниками голови, а Франтішек Соукуп був призначений виконавчим. Чеські та словацькі політики підтримали цей крок публічними заявами. Від чеських парламентаріїв на сесії сейму Австрії виступав депутат Франтішек Станек, а в парламенті Угорщини – депутат Фердинанд Юріга.  Один із провідних представників словацького опору, Матуш Дула, 12 вересня 1918 р. скликав на зустріч словацьких політиків у Будапешті, після якої було створено Словацьку національну раду, яка, однак, працювала таємно до кінця війни через загрозу з боку угорської влади. Восени 1918 року наближався кінець війни і смертельно ослаблена Австро-Угорщина почала розвалюватися. Таким чином, у жовтні 1918 року чехословацький опір зміг відсвяткувати свою перемогу.

## Результати діяльності Першого опору
Економічне виснаження монархії, викликане війною, і нестерпна військова ситуація Центральних держав протягом 1918 р. остаточно послабили Австро-Угорщину. Молодий імператор Карл I, бажаючи закінчити війну і провести глибокі внутрішні реформи, щоб врятувати монархію, відчайдушно намагався домовитися про сепаратний мир із державами з блоку Антанти. Чеські ліві, посилені наближенням соціальної катастрофи в країні, 6 вересня 1918 року заснували Соціалістичну раду, яка хотіла випередити Чехословацький національний комітет, створений у липні цього ж року, коли прийшла до влади. Соціалістична рада зібралася 14 жовтня на загальний страйк, під час якого в ряді міст Чехії відбулися демонстрації проти війни, що тривала, експорту продовольства з Чехії, а подекуди і проти оголошення Чехословаччини. Однак ця ініціатива Соціалістичної ради не була підтримана чеськими політичними партіями, представленими в Національному комітеті, які побоювалися зростання впливу соціалістів. Значний крок був зроблений представниками зовнішнього опору 14 жовтня 1918 року, коли вони оголосили про перетворення Паризької Чехословацької національної ради на Тимчасовий Чехословацький уряд. Масарик був призначений головою цього уряду і водночас міністром фінансів, Бенеш — міністром закордонних справ, а Штефаник — військовим міністром. 18 жовтня чехословацький уряд у вигнанні прийняв у Парижі так звану Вашингтонську декларацію - звернення до американського президента Вільсона, в якому цей уряд проголосив незалежність Чехословаччини, а Масарик виклав основні конституційні риси чехословацької держави, яка мала стати республікою. Лідери чеських політичних партій, у тому числі Крамарж, Клофач, Станек, Густав Хабрман і Антонін Каліна, згодом вирушили до Женеви для переговорів з групою Масарика, метою яких було об’єднання внутрішнього та зовнішнього опору та створення планів для подальшого розвитку. 
16 жовтня імператор Карл видав маніфест, у якому проголосив федералізацію Австрії. Американський президент Вільсон, однак, через два дні негативно відреагував на маніфест Карла, оскільки документ імператора не відображав вимоги Вільсона щодо післявоєнного устрою, і таким чином президент відхилив австрійську пропозицію про мирні переговори:

|  | "...уряд Сполучених Штатів визнав, що існує стан війни між Чехословаками та Німецькою імперією, а також Австро-Угорською імперією, що Чехословацька національна рада є де-факто воюючим урядом. Тому президент більше не бажає визнавати просту «автономію» цих націй як основу миру, але змушений наполягати на тому, щоб вони (нації), а не він (імператор), мали судити про те, які дії з боку Австро-Угорського уряду задовольнять прагнення та думку націй щодо їхніх прав та їхньої долі як членів сім’ї націй». — Вудро Вільсон, 18 жовтня 1918Оригінальний текст (чес.) „...vláda Spojených států uznala, že mezi Čechoslováky a říší německou, jakož i rakousko-uherskou je stav válečný, že Československá národní rada je de facto válčící vláda. President není tedy již s to, aby uznal pouhou „autonomii“ národů těchto za podklad pro mír, nýbrž je nucen trvati na tom, že ony, a nikoliv on, mají býti soudci nad tím, které akce na straně vlády rakousko-uherské uspokojí aspirace a mínění národů o jejich právech a o určení jejich, jakožto členů rodiny národů.““ |

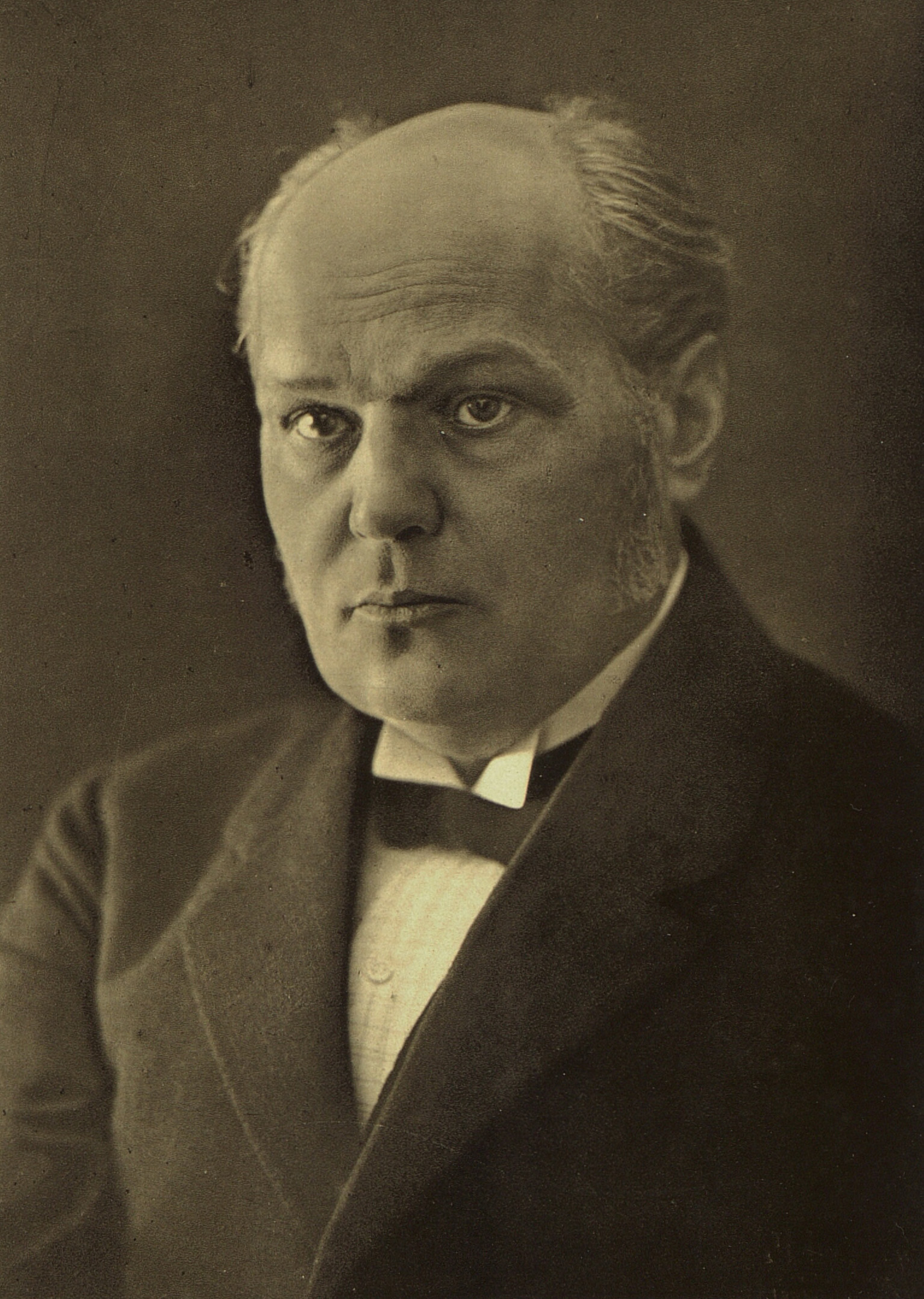
Антонін Швегла
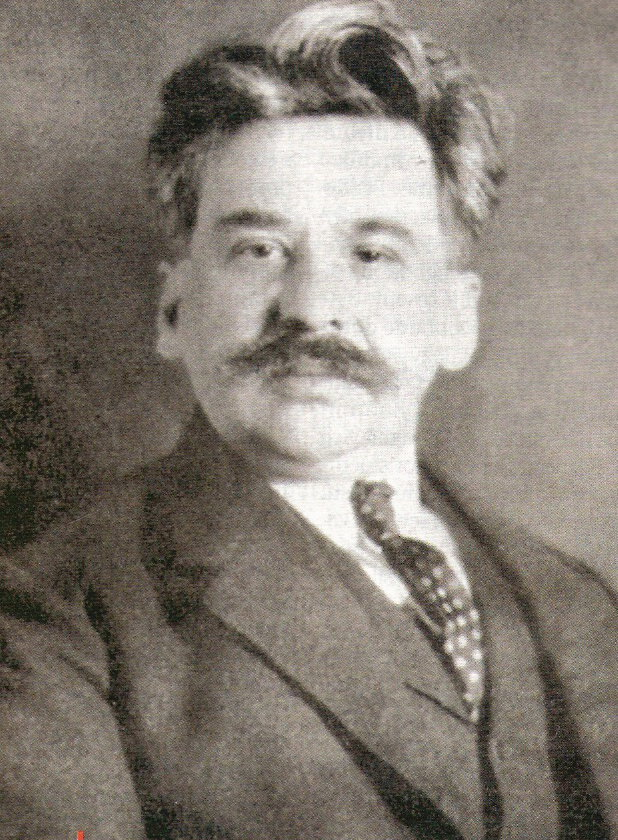
Їржі Стрібрні
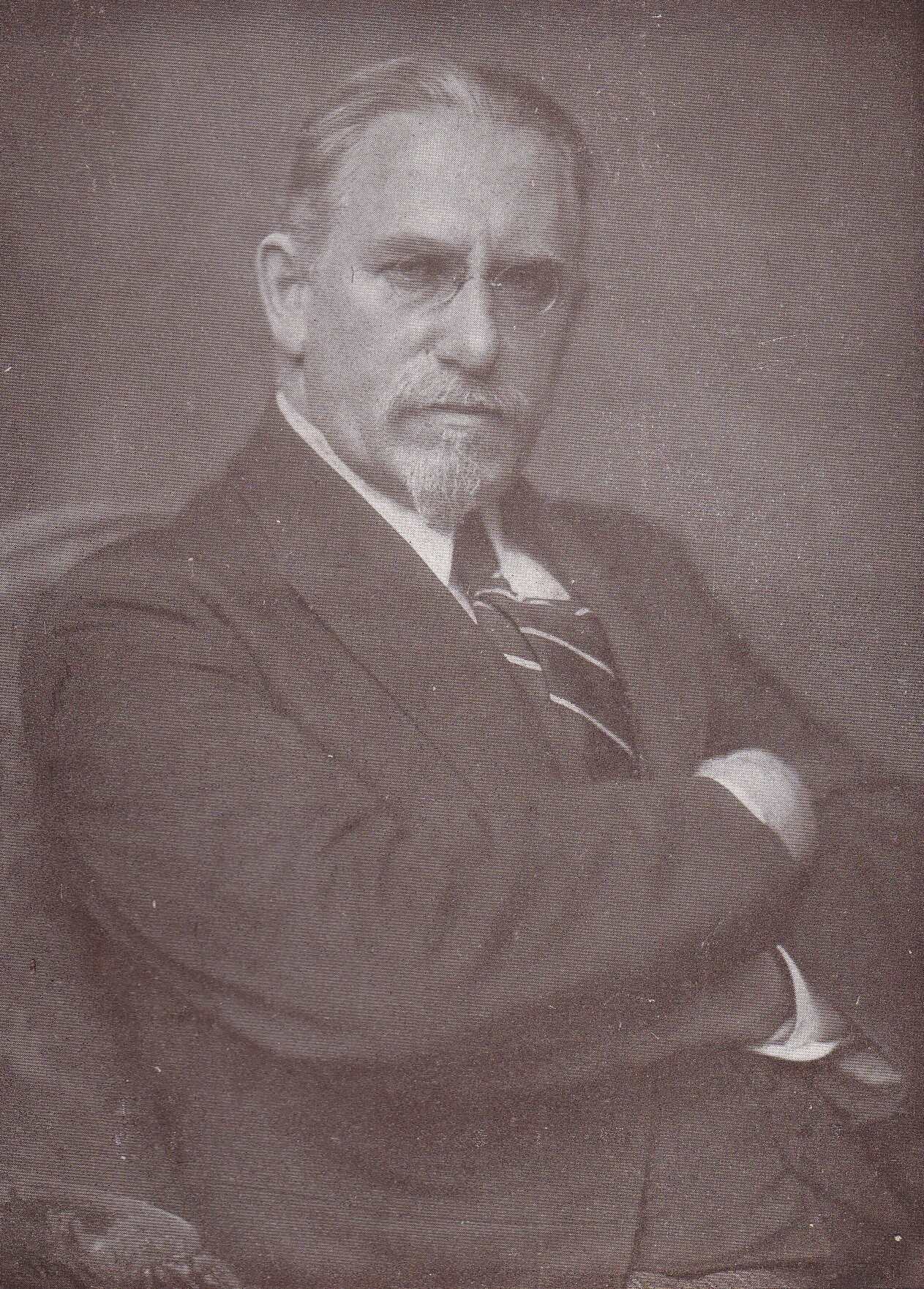
Франтішек Соукуп
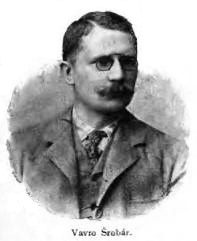
Вавро Шробар

У результаті цих переговорів,27 жовтня 1918 року, міністр закордонних справ Австро-Угорщини граф Дьюла Андраші передав посередникам у Швейцарії, Швеції та Іспанії так звану ноту Андраші, в якій монархія висловила свою готовність розпочати негайні переговори про перемир'я з Антантою. Поки лідери внутрішнього та зовнішнього опору зустрічалися у Швейцарії, ключові події відбулися в Празі 28 жовтня. Натовп, який розцінив формулювання ноти як капітуляцію Австрії, почав прибирати символи монархії з громадських будівель. Серед вітчизняних політиків нагодою скористалися ті, хто не поїхав на зустріч до Швейцарії. Серед цих так званих «людей 28 жовтня», які прийняли державну владу після розпаду монархії, були  аграрій Антонін Швегла, державний демократ Алоїз Рашин, націонал-соціаліст Їржі Стрибрні, соціал-демократ Франтішек Соукуп і член Словацької національної партії Вавро Шробар.

28 жовтня 1918 року в Празі було проголошено незалежну Чехословаччину. Наступного дня останній віце-король, граф Куденхове, був інтернований у Празі, а в Моравії віцекороль Карл Гейнольд був скинутий. Захоплення влади поширювалося з Праги на інші міста, тоді як нова чехословацька армія часто досягала німецьких прикордонних районів лише за кілька тижнів. 30 жовтня політичне представництво Словаччини через так звану Мартинську Декларацію приєдналося до ідеї спільної Чехословацької держави. Таким чином діяльність першого чехословацького опору увінчалася успіхом, тобто розпадом Австро-Угорщини та створенням незалежної Чехословаччини.